# 達奚震
達奚 震（たつけい しん、生没年不詳）は、中国の北周の軍人。字は猛略。本貫は代郡。

## 経歴
達奚武の子として生まれた。535年、員外散騎常侍を初任とした。宇文泰が渭北で狩猟をおこなったとき、ウサギが宇文泰の前を走り去り、達奚震と諸将が競ってこれを射たが、馬が倒れて達奚震は落馬しながらつまずかず、そのまま走りながら射て、一発でウサギに当てた。振り返って馬を起こし、身を翻して騎乗した。宇文泰は喜んで、「この父がなければこの子も生まれなかった」といい、父の達奚武に雑絹100段を与えた。550年、達奚震は昌邑県公に封ぜられた。撫軍将軍・銀青光禄大夫・通直散騎常侍・車騎大将軍・儀同三司・散騎常侍に累進した。557年、明帝が即位すると、儀同・司右中大夫に任ぜられ、驃騎大将軍・開府儀同三司を加えられ、普寧県公に改封された。559年、広平郡公に進み、華州刺史に任ぜられた。
564年、東征に従い、諸将はみな敗走したが、達奚震は北斉軍と交戦しながら、自軍を全うして帰還した。566年、大将軍に進み、兵を率いて稽胡を討ち、これを撃破した。571年、柱国の位を受けた。572年、鄭国公の爵位を継ぎ、金州総管・十一州九防諸軍事・金州刺史として出向した。575年、武帝に従って東征し、前三軍総管をつとめた。576年、また東征に従い、歩騎1万を率いて統軍川を守り、義寧・烏蘇の二鎮を攻め落とし、并州を落とした。位は上柱国に進んだ。577年、鄴の平定にも従い、妾2人・女楽1部および珍玩などを賞与され、大宗伯に任ぜられた。父の達奚武がかつてつとめたのもこの職であり、ときの世に栄耀を論じられた。578年、原州総管・三州二鎮諸軍事・原州刺史として出向した。まもなく辞任して長安に帰った。隋の開皇初年、家で死去した。

## 伝記資料
- 『周書』巻19 列伝第11
- 『北史』巻65 列伝第53